# Arthur Leclerc

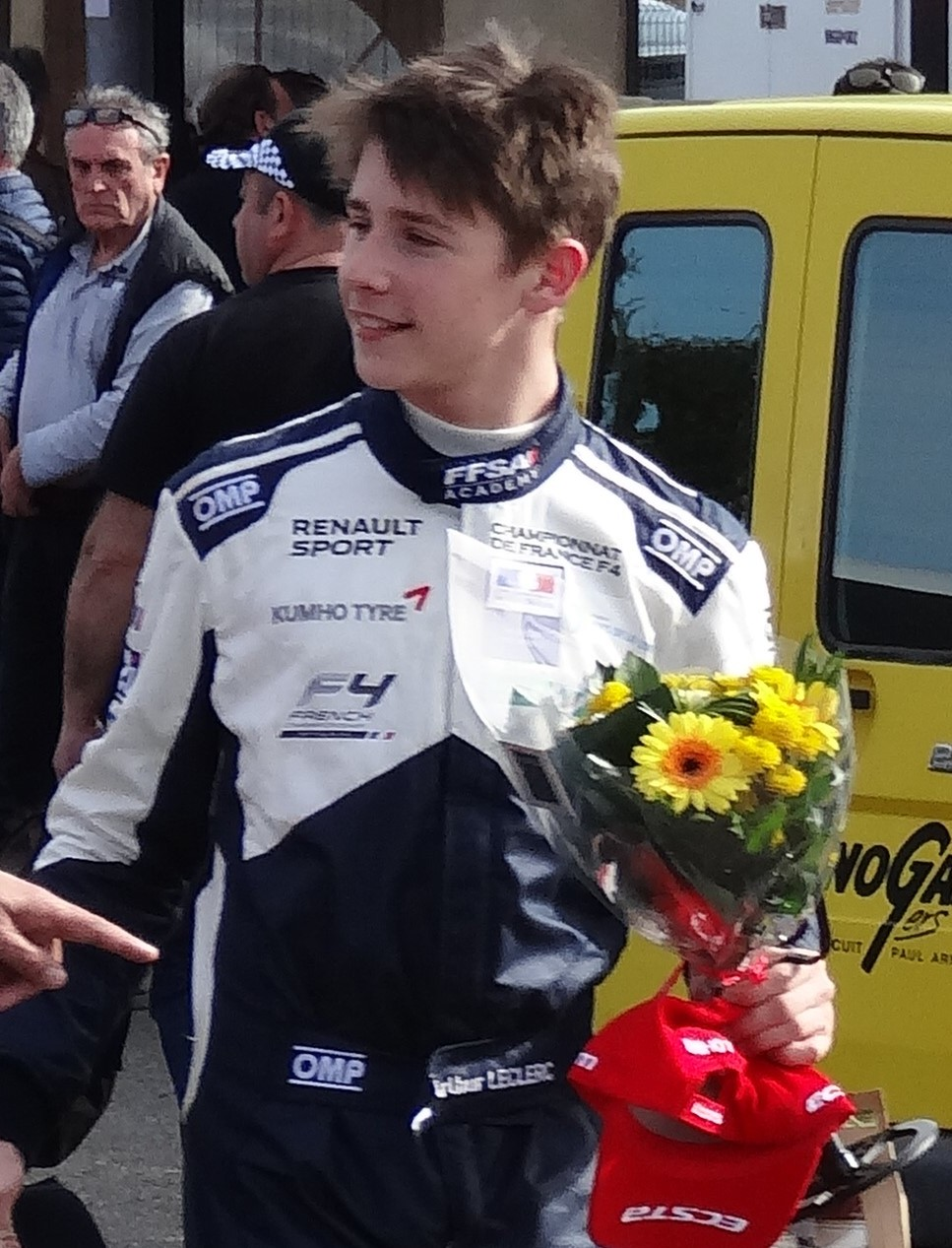
Arthur Leclerc in 2018.

Arthur Leclerc (Monte Carlo, 14 oktober 2000) is een Monegaskisch autocoureur. Hij is de jongere broer van Formule 1-coureur Charles Leclerc. Tussen 2020 en 2023 maakte hij deel uit van de Ferrari Driver Academy, het opleidingsprogramma van het Formule 1-team van Ferrari.

## Autosportcarrière
Leclerc begon zijn autosportcarrière in het karting.
Arthur Leclerc begon zijn kartcarrière in 2008, maar hield een pauze van zes jaar tot 2014 door dat hun gezin financieel niet uit kwamen met het geld, doordat Arthur Leclerc's broer Charles Leclerc ook aan het karten was.
Leclerc was een development driver in het FIA Formule E-kampioenschap tijdens het Formule E-seizoen 2017-2018 voor Venturi Racing. Door dit te doen kreeg hij toegang tot de simulatoren en persoonlijke ontwikkelingssystemen van Venturi.Leclerc werd behouden voor het Formule E-seizoen 2018-2019. Leclerc deed zijn eerste openbare test voor Venturi tijdens de Formule E Rookie Test van 2019 op het Marrakech Street Circuit. Voor het Formule E-seizoen 2019-2020 kondigde Venturi Leclerc aan als hun testrijder voor het seizoen. De betrokkenheid van Leclerc bij de Formule E eindigde na het seizoen.
In 2018 maakte hij de overstap naar het formuleracing, waar hij debuteerde in het Franse Formule 4-kampioenschap. Al in het eerste raceweekend op het Circuit Paul Armagnac wist hij zijn eerste zege te boeken. Op het Circuit de Nevers Magny-Cours voegde hij hier een tweede zege aan toe. Gedurende het seizoen stond hij in zes andere races op het podium. Met 199 punten eindigde hij als vijfde in het kampioenschap.
In 2019 maakte Leclerc de overstap naar het ADAC Formule 4-kampioenschap, waarin hij uitkwam voor het team US Racing-CHRS. Hij won een race op de Hockenheimring en behaalde zeven andere podiumplaatsen. Met 202 punten werd hij achter Théo Pourchaire en Dennis Hauger derde in het klassement.
In 2020 ging Leclerc rijden in het Formula Regional European Championship voor het Prema Powerteam. Tevens werd hij dat jaar opgenomen in de Ferrari Driver Academy. Hij won zes races: een op het Misano World Circuit Marco Simoncelli, twee op het Circuit Paul Ricard en alle drie de races die werden gehouden op het Circuit Mugello. Daarnaast stond hij in nog negen andere races op het podium. Met 343 punten werd hij achter zijn teamgenoot Gianluca Petecof tweede in de eindstand.
In 2021 maakte Leclerc de overstap naar het FIA Formule 3-kampioenschap, waarin hij zijn samenwerking met Prema voortzette. Hij behaalde twee zeges op Paul Ricard en het Circuit Zandvoort, en stond ook op de Hungaroring op het podium. Vanwege een slechte eerste seizoenshelft eindigde hij slechts op de tiende plaats in het kampioenschap met 77 punten.
In 2022 begon Leclerc het seizoen in het Formula Regional Asian Championship bij het team Mumbai Falcons India Racing. Hij won vier races, drie op het Dubai Autodrome en een op het Yas Marina Circuit, en stond in vijf andere races op het podium. Met 218 punten werd hij gekroond tot kampioen in de klasse. Later dat jaar keerde Leclerc terug in de FIA Formule 3 bij Prema. Hij won een race op Silverstone en stond ook op het Bahrain International Circuit op het podium. Met 114 punten werd hij zesde in de eindstand.
In 2023 stapte Leclerc over naar de Formule 2, waarin hij uitkwam voor het team van DAMS. Hij behaalde een podiumplaats op het Albert Park Street Circuit en werd zodoende met 49 punten vijftiende in het klassement.
Leclerc maakte op 6 december 2024 zijn debuut in de Formule 1 tijdens de eerste vrije training van de Grand Prix van Abu Dhabi. Hij reed voor Ferrari naast zijn broer Charles Leclerc. Het was voor het eerst dat er twee broers samen in de Formule 1 reden voor hetzelfde team.